# Euxoa biscajana
Euxoa biscajana là một loài bướm đêm trong họ Noctuidae.